# HDTV

Standardowe rozdzielczości ekranowe

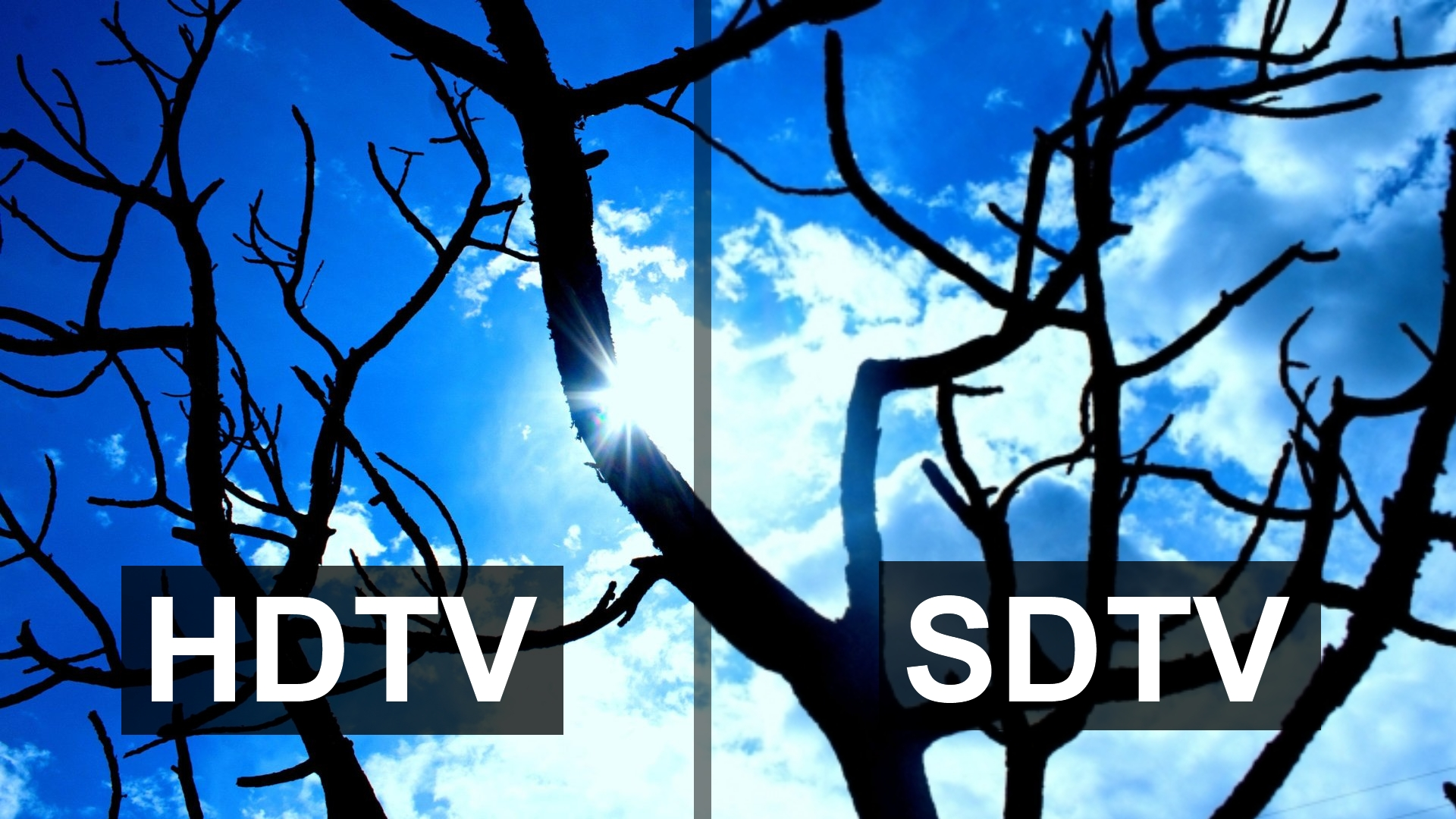
Różnica rozdzielczości obrazu między HDTV a SDTV

HDTV (high-definition television) – telewizja wysokiej rozdzielczości. Jest ogólnym określeniem sygnału telewizyjnego o rozdzielczości min. 1280×720 pikseli (znacznie większej niż standardowa (PAL lub NTSC)).

## Wdrożenia i zastosowania standardu
Istnieje kilka odmian systemu wysokiej rozdzielczości, co może przypominać zróżnicowanie systemów nadających standardowy sygnał analogowy.
Prace nad stworzeniem HDTV rozpoczęto w 1964 roku w Japonii. Pierwszymi systemami HDTV były systemy analogowe, np. japoński system MUSE (znany także pod nazwą Hi-Vision) który uruchomiono w 1989 roku oraz HD-MAC w Europie, zaproponowany przez Komisję Europejską w 1991.
Pierwsze publiczne instalacje analogowej telewizji w wysokiej rozdzielczości zostały uruchomione w Japonii, gdzie wciąż cieszą się dużą popularnością, mimo równoległej transmisji w systemie cyfrowym. Obecnie w Europie najbardziej popularna jest odmiana 1080i, nadawana cyfrowo (transmisja satelitarna bądź naziemna) w formacie 16:9.
Podczas gdy w Stanach Zjednoczonych od 1998 roku telewizja wysokiej rozdzielczości stawała się coraz popularniejsza, w Europie przez dłuższy czas nie była stosowana w publicznych przekazach. W 1990 roku w Europie w ramach pionierskiego eksperymentu rejestrowano i transmitowano na żywo w jakości HD Mistrzostwa Świata w piłce nożnej we Włoszech, a następnie w 1992 roku olimpiadę we francuskiej miejscowości Albertville, jednak bardzo niewiele osób posiadało wtedy telewizory wysokiej rozdzielczości. W końcu jednak 1 stycznia 2004 roku pojawiła się pierwsza stacja nadająca telewizję z europejskiego satelity Astra – Euro1080. Obecnie kanały HDTV dostępne są już w większości krajów europejskich. W Polsce po raz pierwszy odbiór telewizji HDTV (12 października 2006 r.) umożliwiła platforma satelitarna n. Pierwszym polskim operatorem kablowym, który wprowadził usługę HDTV (w 2007 roku), była firma Multimedia Polska S.A. Pierwszą polską stacją, która rozpoczęła nadawanie w jakości HD, jest uruchomiony 12 października 2006 nSport HD.
W 2011 roku telewizja BBC przeprowadziła pierwszy raz na świecie eksperymentalne nadawanie telewizji HD bez przeplotu, czyli 1080p, a więc w wyższej jakości niż 1080i, ale ze względu na koszty oraz problemy z odbiorem na niektórych starszych telewizorach HD zaprzestano nadawania i powrócono do przeplotu.
Obecnie w wysokiej rozdzielczości realizowane są także filmy kinowe. Polski reżyser Zbigniew Rybczyński – laureat Oscara za krótkometrażowy film Tango – po wyjeździe do Stanów Zjednoczonych, założył tam studio, w którym jako jeden z pierwszych realizował filmy techniką wideo, z zastosowaniem systemu High Definition.
Pierwszym filmem nagranym w cyfrowej jakości HD był amerykański horror The Last Broadcast z 1998 roku.

Rozdzielczość HDTV obsługują konsole Xbox One, Xbox 360, Xbox oraz WiiU i Nintendo Switch oraz, PlayStation 3, PlayStation 4 

Rozmiar piksela obrazu w zależności od rozdzielczości, podczas gdy szerokość matrycy jest taka sama.

## Oznaczenia
Producenci sprzętu audio-wideo wprowadzili oznaczenie HD ready, które określa zgodność danego sprzętu ze standardem HDTV. Nie oznacza to jednak, że dany sprzęt zagwarantuje nam wykorzystanie pełni możliwości odbieranego sygnału. Zazwyczaj oznaczenie to sugeruje jedynie podwyższoną rozdzielczość ekranu (rzadko osiągającą pełne 1920×1080 standardu 1080i/p) lub obecność gniazda HDMI, jednak brak takiego oznaczenia na sprzęcie nie musi oznaczać braku kompatybilności z sygnałem HDTV.
Teoretycznie pełną zgodność posiadają urządzenia oznaczone Full HD.

## Rozdzielczości HDTV
- 720p – 1280×720 pikseli
- 1080i / 1080p – 1920×1080 pikseli

Oznaczenia:
- i (interlaced) – obraz z przeplotem składa się z linii (na zmianę wyświetlane są linie parzyste i nieparzyste), po symbolu „i” czasami podawana jest liczba pól (ang. fields, półobrazów) na sekundę, np. 1080i60. Niektórzy zamiast tego podają liczbę pełnych wyświetlanych w ciągu sekundy obrazów, która jest o połowę niższa (powyższy przykład byłby opisany 1080i30).
- p (progressive scan) – obraz bez przeplotu; progresywne wybieranie/Skanowanie progresywne – jest to technika nagrań wideo, w której obraz (w przeciwieństwie do wybierania skanowania międzyliniowego) jest skanowany w całości. Dzięki temu obraz pojawia się w całości na ekranie telewizora. Technika ta w znaczący sposób zwiększa jakość obrazu oraz niweluje zmęczenie oczu spowodowane migotaniem obrazu. Po symbolu „p” podawana jest czasami liczba klatek (ang. frames, pełnych obrazów) na sekundę, np. 720p60.

W metodzie p (progressive) bez przeplotu wyświetlane są kolejne pełne klatki obrazu zawierające wszystkie linie.
W metodzie i (interlaced) z przeplotem naprzemiennie wyświetlane są pola zawierające wyłącznie parzyste i wyłącznie nieparzyste linie obrazu. Ten mniej intuicyjny system jest stosowany, ponieważ pozwala na podniesienie rozdzielczości lub zwiększenie płynności ruchu przy tym samym zużytym paśmie/tej samej ilości przesyłanych danych. Odbywa się to jednak pewnym kosztem:
- Trudniej zmienić liczbę linii w obrazie z przeplotem
- Trudniej prowadzić obróbkę obrazu z przeplotem
- Przed wyświetleniem na urządzeniu pracującym bez przeplotu przeplot musi zostać usunięty, co nie jest prostym procesem i często generuje artefakty (zniekształcenia obrazu).
- Obiekty poruszające się pionowo oddawane są ze średnio o 30%, a w najgorszym przypadku o 50% mniejszą ilością szczegółów w pionie. Wynika to z tego, że (w najgorszym przypadku), gdy obiekt porusza się z nieparzystą liczbą linii na pole, parzyste i nieparzyste linie kolejnych pól wyświetlają tę samą połowę linii składających się na obiekt.
- Stopklatka ma dwukrotnie mniejszą rozdzielczość pionową lub do jej wyświetlenia konieczne jest usunięcie przeplotu.

Telewizję standardowej rozdzielczości (SDTV) w systemie PAL określa się jako system 576i50 (576 linii wyświetlanych, metoda wyświetlania „i”, częstotliwość 50 Hz). Tak więc w ciągu 1/50s wyświetlone są linie nieparzyste, a w następnej 1/50s linie parzyste. W efekcie w ciągu sekundy wyświetla się 25 pełnych obrazów. Podobnie jak w przypadku 1080i60 (patrz niżej) sygnał 576i50 jest często w rzeczywistości sygnałem bez przeplotu poddanym bezstratnej konwersji.
Sygnał przesyłany w rozdzielczości 1080i60 często (w przypadku filmów niemal zawsze) jest w istocie sygnałem 1080p24 poddanym bezstratnej konwersji. Można więc przeprowadzić na nim odwrotną bezstratną konwersję, by uzyskać sygnał 1080p24 (w odbiornikach tego wymagających często robione jest to automatycznie). Taki sygnał nie wykazuje obniżonej rozdzielczości podczas pionowego ruchu obiektów, nie wykazuje również zwiększonej płynności, zaś przesyłany jest w standardzie 1080i60 głównie dla zachowania kompatybilności. Jeszcze prościej, po przyśpieszeniu z 24 do 25 klatek na sekundę, można przekonwertować bezstratnie dowolny sygnał p25 do formatu i50, rozdzielając każdą klatkę na dwa pola.
Obecnie panuje tendencja do odchodzenia od sygnału z przeplotem. Znaczna część sygnałów przesyłanych z przeplotem jest tak naprawdę sygnałem bez przeplotu po bezstratnej, odwracalnej konwersji.
Porównując standardy 1080i50/60 i 720p50/60, 1080i50/60 wykazuje dokładniejsze odwzorowanie szczegółów przedmiotów nieporuszających się w pionie i wyższą rozdzielczość poziomą. 720p50/60 oferuje z kolei większą płynność ruchów. W związku z tym by zmaksymalizować jakość w zastosowaniach ogólnych stosuje się zazwyczaj 1080i50/60, natomiast kanały sportowe przesyła się w 720p50/60.
W przypadku gdy źródłowy sygnał nagrany był w 1080p24, jak większość filmów, lepszą jakość obrazu zapewni bezwzględnie 1080i50/60 po bezstratnej konwersji niż 720p50/60 po konwersji stratnej.
Jakość obrazu uzyskiwana w poszczególnych formatach zależy również od rozdzielczości matrycy konkretnego odbiornika. Jeśli jest ona inna niż rozdzielczość nadawanego obrazu telewizyjnego, to obraz jest przeskalowywany przez odbiornik do jego własnej rozdzielczości ekranu.

## Zalety HDTV
- Zwiększona rozdzielczość – większa liczba pikseli sprawia, że obraz na dużych ekranach jest bardziej szczegółowy.
- Transmisja obrazu w formacie 16:9, dzięki czemu można w pełni wykorzystać ekrany panoramiczne montowane w wielu nowych telewizorach.

## Przesyłanie strumienia HD
Na potrzeby produkcji telewizyjnej wprowadzony został standard HDSDI, zapewniający odpowiednie pasmo dla przesyłu nieskompresowanego obrazu cyfrowego (minimum 1,5 Gbit/s). Przed przesłaniem do użytkownika końcowego sygnał HDTV może być zakodowany na kilka sposobów, spośród których najczęściej stosuje się:
- MPEG-2
- H.264/MPEG-4 AVC

| Rodzaje                 | Przykłady             | Rozdzielczość (linie) | Częstotliwość (Hz)           | Częstotliwość (Hz)                       |
| Rodzaje                 | Przykłady             | Rozdzielczość (linie) | Z przeplotem (fields – pola) | Skanowanie progresywne (frames – klatki) |
| ----------------------- | --------------------- | --------------------- | ---------------------------- | ---------------------------------------- |
| Niska; MP@LL            | LDTV, VCD             | 240; 288 (SIF)        |                              | 24, 30; 25                               |
| Standardowa; MP@ML      | SDTV, SVCD, DVD, DV   | 480 (NTSC, PAL-M)     | 60                           | 24, 30                                   |
| Standardowa; MP@ML      | SDTV, SVCD, DVD, DV   | 576 (PAL, SECAM)      | 50                           | 25                                       |
| Rozszerzona             | EDTV                  | 480; 576              |                              | 60; 50                                   |
| Wysokie; MP@HL          | HDTV, HD DVD, Blu-ray | 720                   |                              | 24, 25, 30, 50, 60                       |
| Wysokie; MP@HL          | HDTV, HD DVD, Blu-ray | 1080                  | 50, 60                       | 24, 25, 30                               |
| Rozdzielczości ekranowe |                       |                       |                              |                                          |
|                         |                       |                       |                              |                                          |